# Josef Proksch
Josef Proksch (4. srpna 1794, Liberec – 20. prosince 1864, Praha) byl český klavírní pedagog, klarinetista, klavírista, varhaník, hudební teoretik a skladatel z významného hudebního libereckého rodu Prokschů. Byl známý zejména jako učitel Bedřicha Smetany a Jakuba Holfelda.

## Životopis
Byl syn chudého libereckého tkalce. Byl od třinácti let slepý, a proto byl vychován v pražském Klarově ústavu pro nevidomé, kde se mu dostalo dobrého hudebního vzdělání. Jeho učitelem klavíru byl v té době v Praze známý Leopold Koželuh.
V roce 1816 se vrátil do Liberce k rodičům, o rok později se vydal na koncertní cestu, spolu s přítelem–harfenistou. Po návratu se rozhodl koncertní cestu opustit a připravoval se na povolání hudebního pedagoga. V roce 1825 navštívil v Berlíně hudebního pedagoga Johanna Bernharda Logiera a během tří týdnů si jeho metodu osvojil. V Liberci poté otevřel hudební ústav, založený na Logierově metodě (viz níže). Po sňatku v roce 1830 přenechal liberecký hudební ústav bratrovi a sám se přestěhoval do Prahy, kde založil ústav vlastní (sídlil v Liliové ulici Čejkovském paláci). Mezi jeho žáky patřil v letech 1844–1847 Bedřich Smetana, kterého vyučoval hudební teorii a kompozici.
Zemřel náhle – během práce – na mrtvici.

### Rodinný život
Josef Proksch se v roce 1830 v Liberci oženil Annou, rozenou Bergmannovou (1800–1861), s níž měl syna Theodora (1833–1876), pozdějšího ředitele hudebního ústavu založeného otcem, a dceru Marii (1836–1900), pozdější klavíristku a hudební skladatelku, která později také vedla otcovu školu.

## Prokschova klavírní škola
Josef Proksch v roce 1830 založil novou hudební školu v Praze - Hudebně vzdělávací ústav (Musikbildungsanstalt). Tomu předcházely poznatky získané kritickým pozorováním domácích a na svých cestách i cizích hudebních poměrů, kdy došel k názoru, že široký průměr hudebního vyučování nedává žákům spolehlivý základ všeobecného hudebního vzdělání, a že všude vázne v téže bezcílovosti. To podle něj vedlo k pěstění hudby jen jako povrchní zábavy, k ukrácení dlouhé chvíle, nikoliv jako vážného prostředku k obohacení života a k zušlechtění lidské osobnosti.
Na nápravu chyb tehdejšího hudebního vzdělávání se připravil důkladným studiem. V roce 1825 se v Berlíně seznámil s metodou klavírního vyučování Johanna Bernharda Logiera (1780–1846), která spojovala klavírní vyučování se základy harmonie používáním hromadného vyučování; současně využívala Logierova technického vynálezu chiroplastu, přístroje, který měl udržovat ruku a prsty žáka ve správné poloze. Prokschova škola od hromadného vyučování upustila, stejně jako od používání chiroplastu.
O prohloubení všeobecného hudebního vzdělání svých žáků usiloval Proksch spojením klavírního vyučování se základy hudební teorie a harmonie, což prý bylo tenkráte v běžném vyučování novinkou. Do vyučování vnesl přesnost, důkladnost a pořádek; snažil se o vybudování systematického, promyšleného metodického postupu, který by pěstil hudební i technickou složku hry. Proto také vytvořil šestidílnou, velkou klavírní školu, která chce vést žáka od začátků až k nejvyšším stupňům; tato škola byla používána po mnohá desetiletí (pro její 6. díl napsal Smetana koncertní etudu Na břehu mořském). Prokschův ústav si kladl za úkol nejen výchovu pianistů, nýbrž i učitelů, dobře připravených na svou dráhu; skutečně z něho také vyšlo mnoho dobrých pedagogů, kteří pokračovali v tradici Prokschem založené. Mezi učiteli na jeho škole působil např. klavírista a stkladatel Josef Jiránek, u kterého studoval Josef Richard Rozkošný.
Na rozdíl od Tomáška, obráceného spíše do minulosti a k doznívající pražské mozartovské tradici, reprezentoval Proksch a jeho škola v pražském hudebním životě okolo poloviny 19. století pokrokový tábor svým zájmem o tehdy nový směr novoromantický. Díla jeho předních skladatelů, zejména Liszta, bývala často hrána na veřejných koncertech školy, a to často i díla orchestrální v úpravě pro čtyři i více rukou nebo pro více klavírů.  Prokschův ústav  při svých zájezdech do Prahy navštěvovali čelní skladatelé a výkonní umělci, např. Ferenc Liszt, Klára Schumannová, Anton Rubinštejn, Ignác Moscheles, Hans von Bülow a jiní.  Trvalé místo v našich dějinách bude mít Proksch především jako učitel Bedřicha Smetany. Dalšími jeho významnými žáky byli Jakub Virgil Holfeld a Josef Richard Rozkošný.
V posledních desetiletích 19. století pozvolna Prokschova škola ztrácela na významu a na její místo nastoupil klavírní škola Holfeldova.

## Publikace
- Versuch einer rationellen Lehrmethode im Pianoforte-Spiel…, 1841-64
- Die Kunst des Ensembles im Pianoforte-Spiel, 1859